# 勞動部公務員霸凌輕生案
中華民國勞動部勞動力發展署北基宜花金馬分署分署長謝宜容被指控於2023年至2024年間以公然侮辱、人身攻擊、摔公文等方式欺凌該分署一名基層資訊分析師，加上高壓工作下，導致其於辦公室內輕生。此事由民主進步黨籍新北市議員李宇翔於2024年11月8日在社群平台發文爆料，後於11月11日召開記者會披露全案。

## 案件相關人
| 姓名   | 職位                                    | 現狀 |
| ------ | --------------------------------------- | --- |
| 許銘春 | 勞動部前任部長（2018.2–2024.5）         | 立委林淑芬批許銘春和前北分署長謝宜容等人為共犯結構，一起吃喝玩樂，上行下效、官箴敗壞。 |
| 何佩珊 | 時任勞動部部長（2024.5–）               | 主張調查報告為「嘔心瀝血」、謝宜容霸凌為「目的良善」。在立法院接受質詢時痛哭認錯，2024年11月21日請辭獲准。 |
| 許傳盛 | 時任勞動部政務次長（2023.12–）          | 霸凌事件行政調查小組召集人；主張謝宜容霸凌為「目的良善」，請辭次長職務，解任第一金法人董事財政部代表人。 |
| 蔡孟良 | 勞動力發展署署長（2021.9–）             | 謝宜容直屬長官。記大過一次，調離現職。 |
| 王安邦 | 前勞動部政務次長（2020–2024.9）         | 2024年2月曾約談謝員，結果不了了之。 |
| 謝宜容 | 勞發署北基宜花金馬分署分署長（2023.3–） | 霸凌加害人，2024年11月20日經考績委員會決議記兩大過並免職。 另，遭告發涉貪案於12月11日經新北地檢署檢察官複訊後，認為謝宜容涉犯《貪污治罪條例》等罪犯罪嫌疑重大，聲請羈押；新北地方法院同日下午裁定羈押禁見；2025年2月7日，法院再裁定自11日起延押2個月。 |
| 李燕玲 | 北分署副分署長                          | 申誡二次。但有基層同仁替李燕玲喊冤，直指她是「難得的好長官」。但並未獲得所有同仁一致認同，僅是部分人員辯護。 |
| 劉麗利 | 北分署秘書室主任                        | 經考績委員會決議記一小過。重啟調查後疑為霸凌加害人，再懲處調離現職。 |
| 吳員   | 設計師（資訊分析）                      | 被害人，已歿。 |

## 事件經過

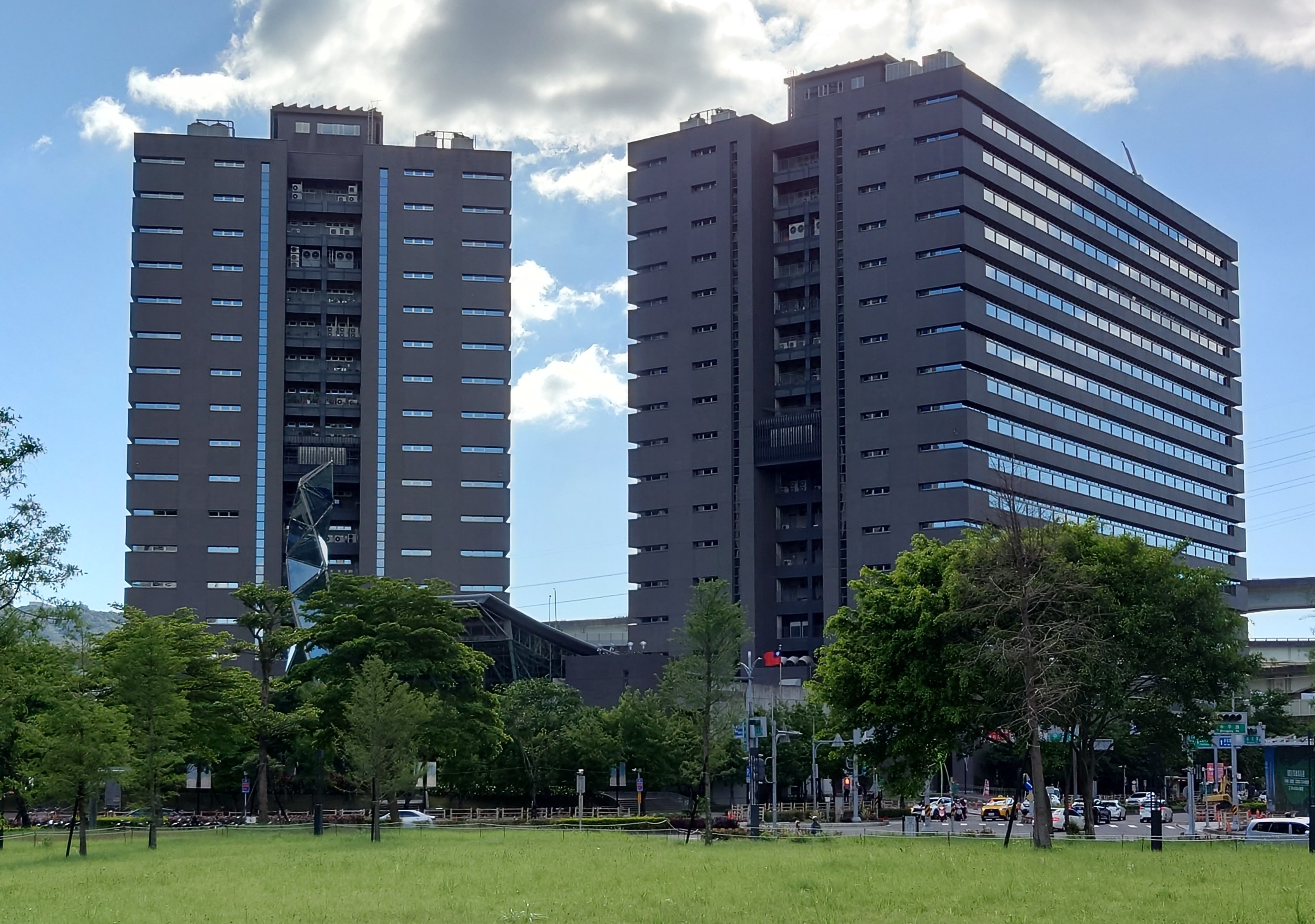
行政院新莊聯合辦公大樓，勞動力發展署北區分署辦公室所在地

2024年11月4日，臺灣勞動部勞動力發展署北基宜花金馬分署內，一名39歲的吳姓公務員被發現在辦公室內上吊身亡。此事件引發社會廣泛關注，據多位同事反映，吳員工長期受到分署長謝宜容的職場壓力。相關指控包括利用下班及假日時間透過LINE交辦任務，要求24小時不間斷即時回覆訊息，並對未回覆者召開檢討會議。事件曝光後，一段流出錄音顯示，謝宜容曾指責下屬「理當你們就是要待命」、「不回覆訊息是不懂網路禮儀」，並要求下屬一分鐘內回應LINE訊息，否則她就會不滿。

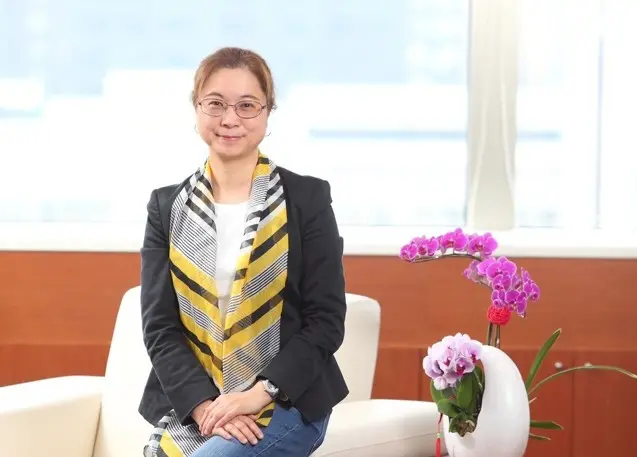
勞動部勞動力發展署北基宜花金馬分署分署長謝宜容

事件披露後，多位立法委員及議員公開批評謝宜容的管理風格，指出其任內多次咆哮、嘲諷下屬，並造成高壓的工作環境。根據媒體報導，其任內有多達81名員工離職，其中包括多位主管，顯示該單位內部氣氛不佳。此外謝宜容還涉嫌濫用公款宴請友人及設置私人使用的設備，造成公費支出顯著增加。
進一步調查顯示，吳姓公務員於事發前的工時明顯超時，每日上班時間長達16小時，且假日仍需加班，顯示過勞跡象。其遺留的兩封遺書則顯露出心理壓力，進一步引發關於職場壓力與過勞問題的討論。
細部調查顯示，逼死吳姓公務員者，乃是謝宜容的好大喜功。黃怡翎指出，謝宜容在2023年7月6日和7日，主持會議決定要做「AI 無人就業中心」，並交由資訊小組負責，但無人知曉指示的具體內容及需求為何，相關主管及資訊人員的訪談中，也無人能具體言說所謂「智能就服專案」實質內涵，就將全案交由不具就業服務業務經驗的資訊小組、即吳員主責，已超出能力之外。預定招標金額為新台幣3540萬元，但依照數位發展部「各機關資通訊應用管理要點」規定1000萬元以上須提報列管，經過謝宜容主持會議後，要求將採購金額調降無需列管的金額750萬元，難以執行原需求書的功能。
根據報導，事發後救護人員準備將遺體運離辦公室時，因分署規定不得使用「長官專用電梯」，最終僅能以輪椅運送遺體，過程引發同仁不滿，認為對死者不尊重。消防單位則澄清，相關安排是為節省運送時間。
在事件後的內部會議上，謝宜容針對事件的評論錄音再次被外界關注。錄音內容包括提到通靈人士與亡者的對話，以及要求員工不要對外談論事件細節，甚至表示遺書中感謝分署同仁的內容，否認職場霸凌指控。這些言論進一步引起輿論爭議。
有同仁在Threads上表示，吳姓亡者生前工作認真，「早上6時前就上班，雖然下午4時30分就能下班，但吳男都會先打下班卡，再返回位置繼續工作，卻遭長官「軟土深掘」、「霸凌」。後續調查指出吳姓員工從10月中開始，每天上午5時多上班、晚上9時下班，工時長達16小時，甚至假日也加班。長期在謝宜容與上級長官身心霸凌下，最終導致該員崩潰，於2024年11月3日到辦公室加班卻失聯後，翌日上午被發現在工作地點的公文室上吊輕生，並遺下兩封遺書。
事發後，員工流出錄音檔，謝宜容向下屬訓話表示：
|  | 有一個通靈的人，在臺北醫院往生室跟吳○○對話，吳○○非常非常地平和安詳，家屬在現場、人事室的主任也在現場，祂請通靈人轉達謝謝父母、謝謝北分署給祂很多的愛，他希望我們大家能夠好好的生活，好好的工作，往前走，他會記住我們每個人給祂的美好。 |

|  | 我聽到署長告訴我說，有兩個立委知道吳○○的事情，是北分署承攬的人力對外去說的！我非常非常地憤怒，因為對於家屬、對於死者，大家知道死者為大這件事，我不允許任何人，以採取家屬的傷痛。 |

|  | 剛剛檢察官也把這兩個遺書，傳給了北分署，裡頭祂非常非常地感謝，我們北分署所有的同仁，所以我不允許大家在外面跟我說嘴，說什麼職場霸凌這件事情，事實上這不是事實，對於還在資訊小組工作的同仁來講，或者他的直屬長官，情何以堪！不允許大家再以訛傳訛，甚至內部討論，大家做得到嗎？大家做得到嗎？做得到嗎？ |

## 後續調查與發展
事件曝光後社會高度關注，勞動部成立調查小組進行深入調查，並於2024年11月19日由勞動部長何佩珊召開記者會公布調查結果。調查認定分署長謝宜容的管理方式和情緒控管不當，確實對員工造成職場壓力。勞動部宣布將謝宜容調離分署長職位，改任非主管職務，並送交考績會議處理。同時，因未能有效監督下屬，勞動部也對署長蔡孟良予以懲處。勞動部進一步表示，將追頒吳姓公務員勞動獎章，並爭取認定其為因公傷亡，以提供撫卹補償。

#### 政治與社會回應
11月20日，何佩珊於立法院備詢時解釋「目的良善」為專業用語，但該說法引發執政黨與在野黨多數立委的不滿，批評此表述過於輕率，未能對事件展現應有重視。時代力量黨主席王婉諭表示，應正視真相並還給吳員公道。民進黨立委王世堅則批評，作為公僕不應以「立意良善」為藉口掩蓋管理問題。此外，臺北市議員鍾小平質疑調查小組成員多與謝宜容關係密切，並按鈴控告相關人員涉瀆職罪，謝宜容則被指控過失致死。民眾黨立委黃國昌則公開批評事件調查過程缺乏透明，並要求勞動部提供完整說明。

#### 勞動部回應與處置
11月20日下午，何佩珊改口承認「目的良善」用語不當，並宣布將謝宜容直接免職，案件將送交監察院及檢調機關調查。此外，針對前次長王安邦於2023年2月曾約談謝宜容但查無紀錄的情況，何佩珊承諾將重啟調查。同日，行政院長卓榮泰代表政府致歉，並表示將對謝宜容記大過兩次，送交懲戒法院。

#### 謝宜容的回應
11月20日晚間，謝宜容發布聲明表示，根據調查報告，其管理方式與吳姓公務員的輕生事件無直接關聯，並否認涉及職場霸凌或要求不得蓋白布等指控。其律師隨後發布12點聲明，要求媒體更正不實報導。11月22日，謝宜容在個人YouTube頻道上傳道歉影片，但因表情與語氣被認為不夠誠懇，遭受輿論批評。

#### 檢調調查與後續發展
11月21日，臺灣新北地方檢察署以「他」字案展開瀆職罪調查，並於11月22日指揮調查局調取相關資料。勞動部長何佩珊請辭獲准，其職務由常務次長陳明仁暫代。並於隔週由民進黨全國不分區立法委員洪申翰接任部長職位。
11月22日，謝宜容發布道歉影片後未再公開露面，相關調查持續進行，社會各界對此事件後續發展仍保持高度關注。
12月11日新任勞動部長洪申翰發表第二份報告認定該名公務員確實是受到謝宜容霸凌致死，被交辦不可能達成的任務，導致工作負荷更沉重，長時間加班導致睡眠不足，不能適度休息而身心俱疲，加上謝宜容管理模式不當，吳員確實遭霸凌，且離世與工作有關，謝宜容的霸凌作為包含辱罵，要求公文修改45次，並在辦公室跑步為體罰。細部層面而言，逼死吳姓公務員者，乃是謝宜容的無能與好大喜功。黃怡翎指出，謝宜容在2023年7月6日和7日，主持會議決定要做「AI 無人就業中心」，並交由資訊小組負責，但無人知曉指示的具體內容及需求為何，相關主管及資訊人員的訪談中，也無人能具體言說所謂「智能就服專案」實質內涵，就將全案交由不具就業服務業務經驗的資訊小組、即吳員主責，已超出能力之外。預定招標金額為新台幣3540萬元，但依照數位發展部「各機關資通訊應用管理要點」規定1000萬元以上須提報列管，經過謝宜容主持會議後，要求將採購金額調降無需列管的金額750萬元，僅以約2成的預算難以執行原需求書的功能。洪申翰在記者會中表示，吳員被交付的「智能就服專案」，就是「指派錯置」，謝宜容對吳員過度的業務指派與要求，顯然已逾越業務上必要且相當之範圍，導致其自信折損且承受身體及精神上痛苦，屬於職場霸凌。
2025年4月2日，依《刑法》洩密及《貪污治罪條例》圖利、侵占公有財物等罪嫌起訴。台北地檢署針對公務員輕生案與謝宜容領導管理方式在法律上無因果關係予以不起訴處分。
新北地檢署2025年4月8日將謝宜容移審新北地院，謝宜容開庭哽咽全認罪，法官考量她已認罪及吐還犯罪所得，諭知100萬交保，另命限制住居及出境、出海、配戴電子腳環，時限8個月。

### 監察院彈劾
監察院認定謝宜容涉嫌霸凌、洩密、圖利及未遵守預算支用規範，蔡孟良監督不周，在2025年6月通過彈劾案，將二人移送懲戒法院。

### 立法
為杜絕謝宜容事件再度發生，2025年6月24日，立法院三讀通過「公務人員保障法部分條文修正草案」，規定機關首長及一級主管若職場霸凌，處新台幣5萬元以上100萬元以下罰鍰；若致人死亡，處7年以下有期徒刑、拘役並處以新台幣300萬以下罰金。

## 勞動部高層為共犯結構之討論
第一份行政調查報告小組成員：勞動部政務次長許傳盛（召集人）、政風處處長周志信、法務司副司長蔡寶安、人事處姜處長碧琳、勞發署副署長黃齡玉、職業安全衛生署簡任技正葉錦堂、法務司科長甘耀斌，員工安全及衛生防護小組外聘委員委員郭玲惠、員工協助方案諮商師曾沐臣。
第二份行政調查報告委員會成員：勞動部洪部長申翰（召集人）、勞動部職業安全衛生署鄒子廉署長、勞動部政風處周志信處長、台灣職業安全健康連線執行長黃怡翎、中原大學財經法律學系助理教授邱冠喬、臺大醫院環境及職業醫學部主治醫師杜宗禮、臺北醫學大學公共衛生學系教授陳叡瑜，前後兩份報告都是勞動部公布，調查方法因人而異，結果就南轅北轍。據指出，勞動部第一份報告由時任次長許傳盛召集成立調查小組，勞動部內部人士就占逾2/3成員，許傳盛與謝宜容又是舊識，報告內容被質疑「官官相護」；勞動部第二份報告打臉第一份調查報告版本。
立法委員楊曜質詢中質疑謝宜容前面沒有經歷副分署長職務、領導能力的經驗，分署長升遷已是破格，訓斥下屬口吻有如幫派堂口，這六七年勞動部惹出太多遺憾之事，拔擢人蔡孟良默然。
林淑芬直接批評前部長許銘春、許傳盛、蔡孟良、謝宜容等人長年一起吃喝玩樂，上行下效、官箴敗壞，謝宜容擅長送禮媚上欺下，造成上述人士寵出來的。